# ماتشياس (مين)
ماتشياس (بالإنجليزية: Machias, Maine)‏ هي معلم جغرافي تقع في الولايات المتحدة في مقاطعة واشنطن (مين). يقدر عدد سكانها بـ 2,221 نسمة ومساحتها 38.33 كم2 ووترتفع عن سطح البحر 25 متر.

## التركيبة السكانية
قام مكتب تعداد الولايات المتحدة بتحديد بيانات التركيبة السكانية لماتشياس في تعداد الولايات المتحدة. في ما يلي، التركيبة السكانية حسب تعدادي 2000 و2010.

### تعداد عام 2000
بلغ عدد سكان ماتشياس 2,353 نسمة بحسب تعداد عام 2000، وبلغ عدد الأسر 939 أسرة وعدد العائلات 503 عائلة مقيمة في البلدة. في حين سجلت الكثافة السكانية 169.4 نسمة لكل ميل مربع (65.4/كم2). وبلغ عدد الوحدات السكنية 1,129 وحدة بمتوسط كثافة قدره 81.3 نسمة لكل ميل مربع (31.4/كم2).
وتوزع التركيب العرقي للبلدة بنسبة 95.92% من البيض و 0.98% من الأمريكيين الأصليين و 1.44% من الأمريكيين ذوي الأصول الآسيوية و 0.64% من الأمريكيين الأفارقة و 0.76% من عرقين مختلطين أو أكثر.
بلغ عدد الأسر 939 أسرة كانت نسبة 24.7% منها لديها أطفال تحت سن الثامنة عشر تعيش معهم، وبلغت نسبة الأزواج القاطنين مع بعضهم البعض 38.3% من أصل المجموع الكلي للأسر، ونسبة 11.9% من الأسر كان لديها معيلات من الإناث دون وجود شريك، وكانت نسبة 46.4% من غير العائلات. تألفت نسبة 37.6% من أصل جميع الأسر من أفراد ونسبة 15.8% كانوا يعيش معهم شخص وحيد يبلغ من العمر 65 عاماً فما فوق. وبلغ متوسط حجم الأسرة المعيشية 2.75، أما متوسط حجم العائلات فبلغ 2.10.
بلغ العمر الوسطي للسكان 36 عاماً. وكانت نسبة 18.9% من القاطنين تحت سن الثامنة عشر، وكانت نسبة 20.4% بين الثامنة عشر والأربعة وعشرون عاماً، ونسبة 21.3% كانت واقعةً في الفئة العمرية ما بين الخامسة والعشرون حتى والأربعة وأربعون عاماً، ونسبة 20.9% كانت ما بين الخامسة والأربعون حتى الرابعة والستون، ونسبة 18.5% كانت ضمن فئة الخامسة والستون عاماً فما فوق. يوجد لكل 100 أنثى 87.0 ذكر، ويوجد لكل 100 أنثى في الثامنة عشر من عمرها فما فوق 81.9 ذكر.
بلغ متوسط دخل الأسرة في البلدة 24,318 دولار، أما متوسط دخل العائلة فبلغ 36,705 دولار. وكان متوسط دخل الذكور 29,107 دولار مقابل 21,538 دولار للإناث. وسجل دخل الفرد الخاص بالبلدة 13,902 دولار. وكانت نسبة 15.6% من العائلات ونسبة 23.5% من السكان تحت خط الفقر، وكان من هؤلاء نسبة 24.5% تحت سن الثامنة عشر ونسبة 23.6% في الخامسة والستين من العمر وما فوق.

### تعداد عام 2010
بلغ عدد سكان ماتشياس 2,221 نسمة بحسب تعداد عام 2010، وبلغ عدد الأسر 949 أسرة وعدد العائلات 445 عائلة مقيمة في البلدة. في حين سجلت الكثافة السكانية 160.1 نسمة لكل ميل مربع (61.8/كم2). وبلغ عدد الوحدات السكنية 1,114 وحدة بمتوسط كثافة قدره 80.3 لكل ميل مربع (31.0/كم2).
وتوزع التركيب العرقي للبلدة بنسبة 94.7% من البيض و 1.0% من الأمريكيين الأصليين و 1.2% من الأمريكيين ذوي الأصول الآسيوية و 0.9% من الأمريكيين الأفارقة و 2.1% من عرقين مختلطين أو أكثر.
بلغ عدد الأسر 949 أسرة كانت نسبة 22.1% منها لديها أطفال تحت سن الثامنة عشر تعيش معهم، وبلغت نسبة الأزواج القاطنين مع بعضهم البعض 31.5% من أصل المجموع الكلي للأسر، ونسبة 11.7% من الأسر كان لديها معيلات من الإناث دون وجود شريك، بينما كانت نسبة 3.7% من الأسر لديها معيلون من الذكور دون وجود شريكة وكانت نسبة 53.1% من غير العائلات. تألفت نسبة 43.2% من أصل جميع الأسر من أفراد ونسبة 19.8% كانوا يعيش معهم شخص وحيد يبلغ من العمر 65 عاماً فما فوق. وبلغ متوسط حجم الأسرة المعيشية 2.77، أما متوسط حجم العائلات فبلغ 2.00.
بلغ العمر الوسطي للسكان 37.7 عاماً. وكانت نسبة 16.4% من القاطنين تحت سن الثامنة عشر، وكانت نسبة 19.1% بين الثامنة عشر والأربعة وعشرون عاماً، ونسبة 21.8% كانت واقعةً في الفئة العمرية ما بين الخامسة والعشرون حتى والأربعة وأربعون عاماً، ونسبة 23.3% كانت ما بين الخامسة والأربعون حتى الرابعة والستون، ونسبة 19.4% كانت ضمن فئة الخامسة والستون عاماً فما فوق. وتوزع التركيب الجنسي للسكان بنسبة 46.3% ذكور و53.7% إناث.